# اندر الانیا
اندر الانیا (انگلیسی: Ander Alaña؛ زادهٔ ۲۰ نوامبر ۱۹۸۱) بازیکن فوتبال اهل اسپانیا است.
از باشگاه‌هایی که در آن بازی کرده‌است می‌توان به باشگاه فوتبال ایبار، باشگاه فوتبال دپورتیوو آلاوس، و باشگاه فوتبال اتلتیک بیلبائو بی اشاره کرد.